# بسالامپی (بخش)
بسالامپی (به لاتین: Besalampy District) یک بخش‌های ماداگاسکار در ماداگاسکار است که در ملاکی (ماداگاسکار) واقع شده‌است. بسالامپی ۱۱٬۷۵۳ کیلومتر مربع مساحت و ۳۷٬۷۸۲ نفر جمعیت دارد.